# Certamen Coral de Tolosa
El Certamen Coral de Tolosa (Tolosako Abesbatza Lehiaketa) és un concurs de cant coral que té lloc a Tolosa (País Basc) des del 1969, en una data propera a la diada de Tots Sants, organitzat pel Centro de Iniciativas de Tolosa. El seu objectiu és aconseguir reunir-hi els millors cors del món per aprendre mútuament de la música vocal i donar a conèixer la tradició del País Basc. El 2007, hi havien passat 1.000 corals entre totes les edicions anteriors i el 2019 més de 1.200.
L'esdeveniment està entre els concursos corals internacionals més importants del món. El cor guanyador del Gran Premi Certamen Coral de Tolosa guanya el dret a participar en el Gran Premi Europeu de Cant Coral. Es diferencia en diverses categories. El 2021 les categories incloïen el gran premi, grups de cambra-polifonia, grups de cambra-folklore, premi del govern basc a la millor interpretació d'una obra basca i premi del públic. En algunes ocasions, com el 2013, també hi ha categoria infantil.